# Un posto nel mondo (film)
Un posto nel mondo (Un lugar en el mundo) è un film del 1992 diretto da Adolfo Aristarain. Fu candidato all'Oscar al miglior film straniero ma venne squalificato perché ritenuto una produzione prevalentemente argentina nonostante la candidatura fosse stata avanzata in quota uruguayana.

## Trama
La storia è ambientata durante il ritorno della democrazia in Argentina, nel 1983. Mentre vivono la loro vita, alcuni personaggi discutono degli argomenti più controversi del paese in quel momento: religione, politica e diritti umani.
Mario e Ana, con il figlio Ernesto di 12 anni, si trasferiscono a circa 800 km da Buenos Aires, nella provincia di San Luis. Mario gestisce una scuola e una cooperativa laniera; Ana, una dottoressa, dirige una clinica con Nelda, una suora progressista. In questo luogo arriva Hans, un geologo spagnolo che, incaricato da un latifondista locale, deve verificare se è possibile creare una diga per la produzione di energia idroelettrica, che porterebbe i contadini dalla terra alle città.

## Riconoscimenti
- Premio Oscar
  - Candidatura al premio Oscar al miglior film straniero (poi squalificato)
- Festival internazionale del cinema di San Sebastián
  - Concha de Oro
- 1993 - Premio Goya
  - Miglior film straniero in lingua spagnola